# Giovanni Antonio Guadagni
Giovanni Antonio Guadagni (Florença, 14 de setembro de 1674 - Roma, 15 de janeiro de 1759) foi um cardeal do século XVIII

## Biografia
Nasceu em Florença em 14 de setembro de 1674. De família nobre. Filho único do marquês Donato Guadagni, de família senatorial, e de Maddalena Corsini. Sobrinho do Papa Clemente XII, por parte de mãe.
Estudou na Universidade de Pisa, onde obteve o doutorado in utroque iure, direito canônico e civil, em 3 de maio de 1696.
Obteve um canonicato no capítulo da catedral de Florença. Foi para Roma exercer a advocacia. Regressou a Florença e decidiu abraçar a vida religiosa. Entrou na Ordem dos Carmelitas Descalços em Arezzo, contra a vontade de sua família; tomou o nome de Giovanni Antonio di San Bernardo; fez sua profissão solene em 1º de novembro de 1700; estudou filosofia e teologia nos conventos carmelitas de Florença.
Ordenado em 11 de março de 1702. Em sua ordem, foi mestre de noviços; prior do mosteiro de S. Paolo em Florença; provincial da Etrúria; e fundador de um convento em Pisa. A pedido do grão-duque da Toscana, foi promovido ao episcopado.
Eleito bispo de Arezzo, em 20 de dezembro de 1724, com dispensa do voto de não aceitar dignidades eclesiásticas. Consagrado, 31 de dezembro de 1724, igreja de S. Maria della Scala, Roma, pelo Cardeal Lorenzo Corsini, futuro Papa Clemente XII, auxiliado por Pietro Luigi Carafa, arcebispo titular de Larissa, e por Filippo Spada, bispo de Pesaro. Como bispo de Arezzo foi príncipe do Sacro Império Romano e conde de Cesa. Assistente do Trono Pontifício, 1º de janeiro de 1725. Por especial graça papal, foi-lhe concedido o pálio, próprio apenas dos arcebispos metropolitanos; ele o recebeu do Papa Clemente XII na capela privada do Palácio do Quirinal em 22 de novembro de 1730. Ele celebrou um sínodo diocesano em 1730.
Criado cardeal-presbítero no consistório de 24 de setembro de 1731; aceitou a promoção por santa obediência; por um breve apostólico de 26 de setembro de 1731, o papa enviou-lhe o barrete vermelho; chegou a Roma de Arezzo no dia 7 de novembro seguinte; em 11 de novembro fez sua entrada solene pela Porta Pia; recebeu o chapéu vermelho em 22 de novembro de 1731; e o título de S. Martino ai Monti, 17 de dezembro de 1731; tomou posse do título em 30 de dezembro. Atribuído à SS. CC. dos Bispos e Regulares, Imunidade Eclesiástica, Disciplina Religiosa, Ritos, Santo Ofício e Conselho Tridentino. Vigário geral de Roma e seu distrito, 1º de março de 1732. Renunciou ao governo da diocese de Arezzo, 4 de novembro de 1732. Protetor da Congregação Beneditina de Vallombrosa, 21 de agosto de 1734. Prefeito da SS.CC. da Disciplina dos Regulares e da Residência dos Bispos, janeiro de 1737 até sua morte. Abade commendatario de Grottaferrata, setembro de 1738. Participou do conclave de 1740, que elegeu o Papa Bento XIV. Camerlengo do Sacro Colégio dos Cardeais, de 28 de janeiro de 1743 a 3 de fevereiro de 1744. Optou pela ordem dos cardeais-bispos e pela sé suburbicária de Frascati, em 23 de fevereiro de 1750. Subdecano do Sagrado Colégio dos Cardeais. Optou pela sede suburbicária de Porto e Santa Rufina, em 12 de janeiro de 1756. Participou do conclave de 1758, que elegeu o Papa Clemente XIII. Protetor da Congregação Beneditina dos Guglielmitimonges; dos Padres Escolápios; dos Padres da Doutrina Cristã; dos Padres Fateben Fratelli; da Congregação dos Sacerdotes; da Academia Teológica; do Colégio Apostólico de' Sacerdoti; do Seminário Romano; e do Collegio Nazareno, Roma.
Morreu em Roma em 15 de janeiro de 1759, em odor de santidade. Sepultado no coro situado no lado esquerdo do altar-mor da igreja carmelita de S. Maria della Scala, no túmulo que ele mesmo construiu; ele também compôs a inscrição em seu túmulo.
O processo para iniciar a causa de sua beatificação foi aberto em 1763. A causa recebeu o nihil obstat em 27 de novembro de 1940.